# Soundgarden
Soundgarden — американская рок-группа из Сиэтла, образованная в 1984 году, игравшая в стиле гранж, пользовавшемся большой популярностью в первой половине 90-х годов. Их, как одних из родоначальников стиля, относят к «большой четвёрке» гранжа наряду с Pearl Jam, Nirvana и Alice in Chains. В 1997 году из-за внутренних творческих разногласий группа распалась. В начале 2010 года было объявлено о возвращении группы на сцену в классическом составе, а спустя два года выходит первый альбом коллектива после воссоединения — King Animal. Крис Корнелл и Ким Тайил были единственными бессменными участниками Soundgarden вплоть до смерти Корнелла в мае 2017 года.
После самоубийства Корнелла оставшиеся участники группы обсудили возможность его замены, но в октябре 2018 года в интервью Seattle Times, Тайил объявил, что группа прекратила существование. Однако в январе 2019 года они воссоединились для одноразового концерта в память о Корнелле.
Soundgarden добились наибольшего успеха своим четвёртым альбомом Superunknown 1994 года, занявшим первое место в чарте Billboard. Также два сингла, «Black Hole Sun» и «Spoonman», были удостоены премии Грэмми.
К 2012 году количество проданных копий альбомов Soundgarden в США превысило 10,5 миллионов экземпляров, число проданных копий по всему миру оценивается в 22,5 миллиона. Телеканал VH1 поместил Soundgarden на 14-е место в списке 100 величайших исполнителей хард-рока.

## История

### 1984—1986. Формирование и первые годы
Истоки Soundgarden ведутся от группы The Shemps, которая играла в Сиэтле в начале 1980-х годов и включала с себя басиста Хиро Ямамото и барабанщика/певца Криса Корнелла. После ухода Ямамото, группа в качестве нового бас-гитариста взяла Кима Тайила. Тайил на тот момент перебрался в Сиэтл из Парк Форест вместе с Ямамото и Брюсом Пэвиттом, который позже организовал лейбл Sub Pop Records. Корнелл и Ямамото продолжали контактировать друг с другом, и после распада The Shemps начали джемовать вместе, и в конечном итоге к ним присоединился Тайил.
Soundgarden (рус. «звуковой сад», «сад звука») была сформирована в 1984 году Крисом Корнеллом (барабаны, вокал) и Хиро Ямамото (бас-гитара), к которым затем присоединился Ким Тайил (гитара). Группа была названа по художественно-музыкальной уличной инсталляции «Сад звуков» (англ. The Sound Garden), которая от дуновения ветра издавала мрачные звуки.
Сначала Корнелл играл на барабанах и одновременно пел, но потом в группу взяли барабанщика Скотта Сандквиста, и Корнелл смог сосредоточиться на вокале. Группа записала две песни, которые вошли в сборник Deep Six независимого лейбла C/Z Records, включавший также песни групп Green River, Skin Yard, Malfunkshun, The U-Men и The Melvins.
В 1986 году Сандквист ушёл, а на его место взяли Мэтта Кэмерона, барабанщика из группы Skin Yard.

### 1987—1990. Первые релизы
Группа подписала контракт с лейблом Sub Pop, где выпустила два мини-альбома: Screaming Life (1987) и Fopp (1988). В 1990 году эти релизы были переизданы в виде компиляции «Screaming Life/Fopp».
Хотя на группу имели виды мейджор-лейблы в 1988 году они подписали контракт с SST Records чтобы выпустить свой дебютный альбом «Ultramega OK», за который они в 1990 году номинировались на Грэмми в категории «Лучшее выступление в стиле метал». Их первый видеоклип «Flower» был снят режиссёром Клинтом Сулье и регулярно крутился в передаче «120 минут» на MTV. В 1989 году группа выпустила свой первый альбом на мейджор-лейбле, «Louder Than Love», на A&M Records. После выхода альбома Ямамото ушёл из группы и вернулся в колледж. Ненадолго его заменил Джейсон Эверман (недавно покинувший Nirvana), который появляется на концертном видео «Louder Than Live», но вскоре Бен Шеферд занимает это место и тем заканчивает изменения состава группы.

### 1991—1994. Рост популярности
Новый состав записал альбом «Badmotorfinger» в 1991 году. Хотя он и стал успешным, но оказался в тени неожиданной сверхпопулярности альбома «Nevermind» группы Nirvana. В то же время фокус внимания, привлечённый «Nevermind» к сиэтлской сцене, привлёк более широкое внимание и к Soundgarden, что позволило песням «Outshined» и «Rusty Cage» найти слушателей на альтернативном радио и MTV. В поддержку альбома группа гастролировала вместе с Guns N' Roses, а затем выпустила видео «Motorvision» с записями из этого турне. Группа выступала на передвижном фестивале Lollapalooza 1992 года наряду с Red Hot Chili Peppers, Pearl Jam, Ministry и другими.
Альбом «Superunknown» (1994) стал прорывом, поддержанным синглами «Black Hole Sun», «Spoonman», «The Day I Tried to Live» и «Fell on Black Days». Песни этого альбома сохранили творческий подход ранних работ коллектива и в то же время звучали ближе к радио-формату. Тексты песен альбома окрашены мрачными и таинственными красками, многие песни затрагивают темы жестокости, самоубийства и депрессии. Многие песни имеют ближневосточный или индийский аромат, например «Fell on Black Days» и «Half», на последней звучит вокал бас-гитариста Бена Шеферда.
Также 4 композиции: Kickstand, Superunknown, Outshined и Rusty Cage вошли в саундтрек к игре Road Rash в версии для 3DO в 1994 году (позже игра с этим же саундтреком вышла на PlayStation и PC).

### Down on the Upsideи распад (1996—1997)
После мирового тура в поддержку Superunknown, участники группы начали работать над тем, что станет их последним студийным альбомом за 15 лет. Группа решила продюсировать запись сама. Однако, напряжённые отношения в пределах группы, по сообщениям, возникали в ходе сессий между Тайилом и Корнеллом якобы враждующими из-за желания Корнелла отойти от тяжёлых гитарных риффов, что стали визитной карточкой группы. Пятый альбом группы, Down on the Upside, был выпущен 21 мая 1996 года. Альбом был заметно менее тяжёлым, чем предыдущие альбомы группы, и знаменует собой дальнейший отход от гранж-корней группы. Альбом породил несколько синглов, включая «Pretty Noose», «Burden in My Hand» и «Blow Up the Outside World». «Pretty Noose» была номинирована на премию «Грэмми» за лучшее хард-рок исполнение в 1997 году. Хотя критики отнеслись к альбому благосклонно, его продажи не превысили показателей предыдущего.
Трения продолжались и во время последовавшего тура в поддержку альбома. На последнем выступлении, в Гонолулу в феврале 1997 года, Шеферд сорвался из-за неполадок аппаратуры, швырнул свою бас-гитару в воздух и покинул сцену. Группа прекратила выступление, Корнелл завершил его сольными песнями. 9 апреля 1997 года группа объявила о своём роспуске. Последний релиз, сборник под названием «A-Sides», стал хитом продаж той осени.

### 1998—2009
Крис Корнелл в 1999 году выпустил сольный альбом «Euphoria Morning» и позднее собрал супергруппу Audioslave с бывшими участниками Rage Against the Machine. Второй сольный альбом был запланирован на 2007 год. В 2007 году группа распалась, и Корнелл выпустил сольный альбом.
Мэтт Кэмерон сразу же перенаправил свои усилия на сайд-проект «Wellwater Conspiracy». Потом он некоторое время работал с группой Smashing Pumpkins, ходили даже слухи, что он сменит Джимми Чемберлена. В 1998 году он сел за барабанную установку группы Pearl Jam в туре в поддержку альбома «Yield» и впоследствии стал постоянным участником коллектива.
Ким Тайил объединил усилия с бывшим вокалистом Dead Kennedys Джелло Биафра, бывшим бас-гитаристом Nirvana Кристом Новоселичем и барабанщицей Джиной Мэйнуол на один концерт, выступая под названием No WTO Combo (компания вне ВТО) во время конференции министров стран ВТО в Сиэтле 1 декабря 1999 года. Позднее Тайил исполнял гитарные партии для альбома 2001 года Стива Фиска «999 Levels of Undo», а кроме того для альбома 2004 года «Probot» сайд-проекта Дейва Грола.
Бен Шеферд гастролировал с Марком Ланеганом и участвовал в записи сильно задержанного второго альбома группы Hater в 2005 году. Кроме того, он иногда появляется на альбомах Wellwater Conspiracy.

### 2010. Воссоединение, Telephantasm, смерть Корнелла, второй перерыв, одноразовый концерт и расформирование
1 января 2010 года в микроблоге вокалиста группы Криса Корнелла в Twitter и на официальном сайте группы появилось сообщение о воссоединении Soundgarden в своём классическом составе. Так же был открыт новый сайт группы, на котором поклонники после регистрации могли просмотреть архивное видео на песню «Get on the Snake» с альбома «Louder Than Love». 1 марта 2010 года, подписчикам сайта пришло сообщение о переиздании старого сингла «Hunted Down» на виниле. Так же на сайте группы появилась доступная для скачивания живая версия песни «Spoonman» 1996 года с концерта в Сан-Диего.
Слухи о том, что Soundgarden будут выступать на американском фестивале Lollapalooza в качестве хедлайнеров были подтверждены 5 апреля 2010. Группа объявила на своём сайте, что будет играть на фестивале в Чикаго 8 августа.
В конце декабря 2010 года группа уходит в студию для совместного джемирования и в начале 2011 года сообщает о записи нового альбома. 22 марта выходит первый концертный альбом группы «Live on I-5», который содержит в себе записи с концертов группы в поддержку альбома Down on the Upside 1996 года.
13 ноября 2012 года группа выпустила первый за шестнадцать лет студийный альбом — King Animal.
15 ноября 2013 года барабанщик Мэтт Кэмерон анонсировал, что не будет выступать с Soundgarden в 2014 году из-за тура поддержки альбома Pearl Jam Lightning Bolt. 16 марта 2014 года Soundgarden и Nine Inch Nails анонсировали совместный североамериканский тур с Death Grips на разогреве. Бывший барабанщик Pearl Jam Мэтт Чемберлен заменил Кэмерона на концертах в Южной Америке и Европе 27 марта 2014 года.
28 октября того же года группа анонсировала трёхдисковой бокс-сет, Echo of Miles: Scattered Tracks Across the Path. Он включает в себя раритетные и концертные записи, а также неизданный материал, охватывающий всю историю группы. Также туда вошли ранее выпущенные песни «Live to Rise», «Black Rain», «Birth Ritual» и новую версию песни «The Storm», записанную группой ещё до прихода Кэмерона на демозаписи 1985 года. Как и оригинал эта версия была спродюсирована Джеком Эндино.
В 2015 году Тайил в нескольких интервью сказал, что группа может начать работать над новым альбомом. В августе того же года Корнелл также выразил на это надежду. 19 января 2016 года The Pulse Of Radio анонсировало, что Soundgarden вернулись в студию для работы над новым альбомом. 14 июля того же года басист Бен Шеферд и Кэмерон заявили, что группа написала «шесть солидных песен» для нового альбома, а в августе будет ещё больше.
18 мая 2017 года в Крис Корнелл был найден мёртвым с «эспандером на шее», по словам его представителя Брайана Брамбери. Корнелл находился в своей комнате в отеле/казино MGM Grand в Детройте, после выступления Soundgarden в Fox Theatre. С самого начала расследования смерть певца была названа местной полицией «возможным самоубийством». Это основывалось на неуказанных деталях в комнате, где было обнаружено его тело. Впоследствии медицинская инспекция округа Уэйн подтвердила причину смерти как самоубийство через повешение. Тем не менее вдова Корнелла, Вики задалась вопросом о том, намеренно ли он покончил с собой, и сказала, что возможно к самоубийству мог привести препарат Ативан, который применял её муж. Она прокомментировала: «Я знаю, что он любил наших детей, и он не причинил бы им вреда, умышленно лишив себя жизни».
После этого группа отменила оставшиеся выступления своего тура, включая выступление в качестве хедлайнеров на фестивалях Rock on the Range и Rocklahoma, которые должны были состояться в конце месяца.
В сентябре 2017 года Мэтт Кэмерон рассказал Billboard, что он и другие оставшиеся в живых участники Soundgarden ещё не приняли решение о будущем группы после смерти Корнелла. Он прокомментировал: «Я не думаю, что мы готовы сказать что-нибудь кроме этого. Ким, Бэн и я прекрасно понимаем, какую боль испытывают наши фанаты, и мы определённо чувствуем то же. Но мы чрезвычайно сильно ценим приватность, мы до сих пор переживаем нашу скорбь по-своему. Но мы, конечно же, думаем о наших фанатах и очень их любим.»
В сентябре 2018 года гитарист Ким Тайил рассказал Billboard, что он и другие оставшиеся в живых участники Soundgarden всё ещё не уверены в будущем группы. Он прокомментировал: «Мы часто обращаемся к истории рока и часто обменивались мнениями о том, как в такой ситуации поступали другие группы, не то чтобы составляя план, а просто обсуждая то, как они справлялись со схожими ситуациями и у кого выходило с достоинством управляться с их будущим в музыке, или как некоторые были неуклюжи или грубы. Мы думаем о таких вещах. Мы стараемся не слишком углубляться в такие разговоры, но много чего всплывает после пары бутылок пива». Спустя месяц Кэмерон посетовал Rolling Stone, что оставшиеся участники Soungarden «наверняка будут пытаться сделать что-то вместе». Басист Бен Шеферд добавил: «На личном уровне у нас ещё даже не было возможности провести время вместе, втроём. Сейчас наши раны затягиваются, после мы будем думать о следующем шаге.»
В октябре 2018 года в интервью Seattle Times, Тайил заявил, что маловероятно, что остальные члены Soundgarden будут продолжать деятельность группы. Он объяснил: «Я не знаю, что возможно или что мы будем рассматривать в будущем. Скорее всего ничего [важного]. Мы составляли единое целое вчетвером. Нас было четверо, а теперь нас трое, так что мало что осталось, к чему стремиться, кроме как разбирать прошлое на данный момент (работу с каталогом).» Также Тайил заявил, что не исключает возможности продолжения совместной деятельности с Кэмероном и Шефердом.
16 января 2019 года участники коллектива воссоединились на памятном благотворительном концерте, организованном женой Корнелла, Вики, на арене «Форум», в Лос-Анджелесе. Участники Soundgarden, Temple of the Dog, Audioslave, Melvins, Foo Fighters и Metallica исполнили вместе песни Корнелла из разных периодов его карьеры. Тейлор Момсен, Маркус Дюрант, Брэнди Карлайл и Тейлор Хокинс исполнили такие песни Soundgarden как, «Rusty Cage», «Flower», «Outshined», «Drawing Flies», «Loud Love», «I Awake» и «Black Hole Sun». Это было их первым и единственным выступлением после смерти Корнелла.
Soundgarden были названы среди сотен исполнителей, чей материал, как сообщается, был уничтожен во время пожара в Universal Studios Hollywood 2008 года.
В июле 2019 года Таил сказал в интервью Music Radar, что оставшиеся в живых участники Soundgarden пытаются закончить и выпустить альбом, над которым они работали вместе с Корнеллом. Однако мастер-файлы вокальных записей Корнелла в настоящее время удерживаются, и когда Таил попросил разрешения использовать эти файлы, ему было отказано.
В декабре 2019 года вдова Корнелла Вики Корнелл подала в суд на оставшихся в живых участников Soundgarden за семь неизданных записей, сделанных Корнеллом до его смерти в 2017 году, утверждая, что "они «бесстыдно сговорились незаконно удерживать сотни тысяч долларов, бесспорно причитающихся вдове и несовершеннолетним детям Криса, в незаконной попытке заставить наследство Криса передать определённые аудиозаписи, созданные Крисом до его смерти». В иске говорилось, что Корнелл сделал семь записей в своей личной студии во Флориде в 2017 году, что никогда не было чёткого соглашения о том, что эти песни предназначены для Soundgarden, и что Корнелл является единственным владельцем треков. В феврале 2020 года Таил, Кэмерон и Шепард потребовали от Вики передать неизданные записи, утверждая, что они совместно работали над этими финальными треками с Крисом и что Вики не имеет права скрывать от них то, что они называют «финальным альбомом Soundgarden». Участники группы указали на интервью, которые Крис и его коллеги по группе дали в то время, подтвердив, что они вместе работали над восьмым альбомом Soundgarden. В марте 2020 года Soundgarden попросили суд отклонить иск. В мае 2020 года Soundgarden подали встречный иск против Вики, заявив, что она совершила «мошенническое побуждение», якобы пытаясь использовать доходы от концерта в январе 2019 года «I Am the Highway: A Tribute to Chris Cornell», который должен был пойти в фонд Криса и Вики Корнелл, в «личных целях для себя и своей семьи». В июле 2020 года группа отозвала иск о благотворительном концерте .
10 августа 2020 года компания Найла Роджерса и Мерка Меркуриадиса Hipgnosis Songs Fund приобрела 100 % прав на каталог песен Криса Корнелла (241 песня), включая каталог Soundgarden. Роджерс дружит с вдовой Корнелла.
1 декабря 2020 года Таил, Шепард и Кэмерон выступили как «участники Soundgarden» вместе с Тедом Дойлом, Майком Маккриди и Миган Грандаллат на вручении премии MoPOP Founders Award в честь Alice in Chains.
В феврале 2021 года Вики Корнелл подала ещё один иск, утверждая, что оставшиеся члены Soundgarden недооценили её долю в группе, предложив ей «злодейски низкую цифру — менее $300 000.» Вики заявила, что группа предложила ей $300 000, несмотря на то, что получила от другого инвестора предложение в $16 млн за мастер-записи группы. По словам Вики, она предложила 12 миллионов долларов за коллективные интересы группы, по 4 миллиона долларов на каждого выжившего участника, но они отказались. Затем она предложила им 21 миллион долларов за интересы группы, и это предложение также было отвергнуто. В своём заявлении Soundgarden сказали, что «предложение о выкупе, которое потребовала наследница, было грубо искажено, и мы уверены, что ясность появится в суде. Все предложения о выкупе наших долей были нежелательными и были отвергнуты». Группа также отметила, что не имела доступа к своим аккаунтам в социальных сетях, что привело к «введению в заблуждение и путанице наших поклонников», в результате чего группа создала новые аккаунты в Twitter, Instagram и Facebook под названием «Nude Dragons», анаграммой для Soundgarden. 19 марта 2021 года федеральный судья рекомендовал отклонить заявления о том, что оставшиеся в живых члены группы неправомерно удерживали «сотни тысяч долларов» и что менеджер группы нарушил свою обязанность заботиться об интересах Вики, сославшись на отсутствие доказательств того, что группа удерживала авторские отчисления. 25 марта 2021 года Soundgarden потребовали пароли для своих социальных сетей и веб-сайта. 15 июня 2021 года группа вернула свой веб-сайт и аккаунты в социальных сетях в рамках временного соглашения с Вики.
17 апреля 2023 года было официально объявлено, что семь последних записей с Корнеллом будут выпущены после того, как закончится спор между участниками группы и Вики Корнелл. 
В декабре 2024 года было объявлено, что оставшиеся участники Soundgarden вместе с вокалисткой Шайной Шепард выступят вместе под псевдонимом Nudedragons (ранее использовавшимся в 2010 году) на благотворительном концерте в Сиэтле 14 декабря. 

## Участники группы

### Последний состав
- Ким Тайил — соло-гитара (1984—1997, 2010—2017, 2019, 2024), ритм-гитара (1984—1988, 2019, 2024)
- Мэтт Кэмерон — ударные, бэк-вокал (1986—1997, 2010—2017, 2019, 2024)
- Бен Шеферд — бас-гитара (1990—1997, 2010—2019), бэк-вокал  (1994–1997, 2010–2017, 2019, 2024)

### Бывшие участники
- Крис Корнелл — вокал (1984—1997, 2010—2017; его смерть), ритм-гитара (1988—1997, 2010—2017), ударные (1984—1985); умер в 2017
- Хиро Ямамото — бас-гитара, бэк-вокал (1984—1989)
- Скотт Сандквист — ударные (1985—1986)
- Джейсон Эверман — бас-гитара (1989—1990)

## Дискография
- 1988 — Ultramega OK
- 1989 — Louder Than Love
- 1991 — Badmotorfinger
- 1994 — Superunknown
- 1996 — Down on the Upside
- 2012 — King Animal